# Wonderland Trail
Wonderland Trail je přibližně 150 kilometrů dlouhá turistická stezka, která obkružuje horu Mount Rainier v národním parku Mount Rainier v americkém státě Washington. Přechází mnoho hřebenů v blízkosti hory a její celkové převýšení činí 6 700 metrů. Stezka byla vyznačena roku 1915 a každý rok ji celou zdolá na 250 turistů, několik tisícovek dalších pak urazí jen kratší vzdálenost. Průměrný čas na celou stezku je deset až čtrnáct dní.

## Stezka
Stezka je celá v národním parku a prochází důležitými životními zónami oblasti, od nížinných lesů až k subalpinským lučinám. Zatímco stezka krouží kolem hory Mount Rainier, turisté si mohou horu prohlédnout ze všech světových stran a vidět přitom také všech 25 pojmenovaných ledovců.
Stezka je považována za namáhavou, jelikož téměř pořád stoupá nebo klesá ze hřebenů okolo hory. Nejvyšším bodem je s výškou 2 057 m n. m. Panhandle Gap.
Na stezce je také mnoho přechodů řeky včetně dvou visutých mostů. Mnoho řek je zdoláváno pomocí primitivních kládových můstků, které mohou být odplaveny zvýšením hladiny řek kvůli těžkému dešti nebo tání sněhu. Většina mostů byla odplavena při velké bouři v listopadu 2006 a stezka pak musela být uzavřená po většinu roku 2007.
Hlavní turistická sezona je léto, které je zde obvykle suché a slunečné. Nicméně, nadmořská výška a malá vzdálenost od Pacifiku mohou stejně přinést déšť nebo sníh. Ve většině let bývá stezka pod sněhem i během června a začátku července.
Tradiční cesta od Mowichského jezera k řece Carbon je přes Ipsutský průsmyk (Ipsut Pass) a Ipsutský potok (Ipsut Creek). Mnoho turistů ale stále volí alternativní cestu přes Spray Park a Seattle Park, která leží ve vyšší nadmořské výšce a je často pokryta sněhem až do konce srpna.
Kompletní popis stezky se nachází v mnoha knihách popisujících stezku.

## Táboření
Táboření podél stezky bývá v letní sezoně velice populární a důležitou součástí tábořišť jsou táborové rezervace v divočině. Po boku stezky se nachází až 18 tábořišť, které od sebe odděluje pět až jedenáct kilometrů. Všechna tábořiště mají jedno až osm míst, přičemž do každého místa se vejdou maximálně dva stany. Skupiny vyžadující tři nebo více stanů musí využít speciální skupinová místa, kam se vejde od šesti do dvanácti lidí většinou ve třech až pěti stanech. Každé tábořiště má vyznačená místa pro stany, záchod v podobě díry nebo kompostovací záchod, medvědí tyč na zavěšení jídla, které zde bude chráněno před medvědy, a nedaleko se vždy nachází voda.

## Povolení k táboření v divočině
K turistice po Wonderland Trail je potřeba povolení a rezervace tábořiště. Předběžné rezervace a povolení mohou být zasílány každý rok obvykle od 15. března a loterie se koná vždy 1. dubna, aby mohlo být vyhověno co nejvíce potenciálním turistům.
Kvůli poškozením, která způsobily záplavy v roce 2006, nepřijímala správa parku rezervace po celý rok 2007 pro turisty, kteří chtěli ujít celou délku stezky. Stezka byla znovu otevřena 3. srpna 2007 za pomoci Washingtonských konzervačních jednotek, Studentské konzervační asociace a dalších 1 700 dobrovolníků.